# گراهامزویل (نیویورک)
گراهامزویل (به انگلیسی: Grahamsville) یک منطقهٔ مسکونی در ایالات متحده آمریکا است که در شهرستان سولیوان، نیویورک واقع شده‌است. گراهامزویل ۲۹۵٫۰۵ متر بالاتر از سطح دریا واقع شده‌است.